# Дебатна педагогічна технологія
Педагогічна технологія дебати — комплекс послідовних дій, трансляції теоретичних знань у практичну реалізацію функціонування цілісного педагогічного процесу, що забезпечують можливості саморозвитку особистості педагогів і учнів, результати втілення якої можна вимірювати поетапно та бачити динаміку, як розвитку особистості, так і колективу.

## Загальні положення
Це технологія «виходу на особистість», яка допомагає побачити особистість у іншому та в собі, яка спрямована на розвиток дитини, на розкриття її особистісного потенціалу. Саме цим визначається головна мета дебатів — виховання громадян із розвинутими інтелектуальними здібностями, творчим відношенням до світу, почуттям особистої відповідальності та моралі, здатних до перетворювальної продуктивної діяльності.

## Педагогічна необхідність
Учителі середньої школи вже давно переконалися в необхідності діалогу в процесі навчання. Діалог при цьому розуміється як рівноправна взаємодія учня й учителя. Для підготовки молоді до дорослого життя. Рішуче і сміливо висловлювати свою думку, готовність аргументувати власну позицію в різноманітних життєвих ситуаціях, максимальна толерантність у висловлюваннях і поведінці. Які будуть сформовані лише за умови використання активних діалогічних технологій навчання.

## Етапи дебатної технології
1. Орієнтація на дослідження теми.
2. Підготовка до проведення.
3. Власне дебати.
4. Обговорення.
5. Післядія[1]

## Форми дебатів в освітньому процесі
1. Як форма уроку.
2. Як елемент уроку: актуалізація знань, організація самостійної роботи учнів, узагальнення, систематизація, закріплення навчального матеріалу.
3. Як форма атестація учнів.